# Hastingwood
Hastingwood är en ort i Storbritannien.   Den ligger i grevskapet Essex och riksdelen England, i den sydöstra delen av landet, 30 km nordost om huvudstaden London. Hastingwood ligger 94 meter över havet och antalet invånare är 700.
Terrängen runt Hastingwood är huvudsakligen platt. Hastingwood ligger uppe på en höjd. Runt Hastingwood är det tätbefolkat, med 442 invånare per kvadratkilometer. Närmaste större samhälle är Harlow, 4,2 km nordväst om Hastingwood. Trakten runt Hastingwood består till största delen av jordbruksmark.